# Попештій-де-Жос (Молдова)
Попештій-де-Жос (рум. Popeștii de Jos) — село у Дрокійському районі Молдови. Утворює окрему комуну.

## Населення
За даними перепису населення 2004 року у селі проживали 1902 особи.
Національний склад населення села:
| Національність       | Кількість осіб | Відсоток   |
| -------------------- | -------------- | ---------- |
| молдавани румуни     | 1877 10        | 98,7% 0,5% |
| росіяни              | 11             | 0,6%       |
| українці             | 3              | 0,2%       |
| інша / без відповіді | 1              | 0,1%       |
| Всього               | 1902           | 100%       |